# 秦鸿国
秦鸿国，中华人民共和国政治人物、外交官。
1994年，接替王厚立，担任中华人民共和国驻利比亚大使。1997年，由翟隽接任。